# آبیاته‌گراسو
آبیاته‌گراسو (به لاتین: Abbiategrasso) یک سکونتگاه مسکونی در ایتالیا با جمعیت ۳۱٬۳۰۷ نفر است که در استان میلان واقع شده‌است.